# Ermida (Castro Daire)
Ermida ist ein Ort und eine ehemalige Gemeinde (Freguesia) im portugiesischen Kreis Castro Daire. Die Gemeinde hatte 251 Einwohner (Stand 30. Juni 2011).
Am 29. September 2013 wurden die Gemeinden Ermida und Picão zur neuen Gemeinde União das Freguesias de Picão e Ermida zusammengeschlossen.